# Kemalisme

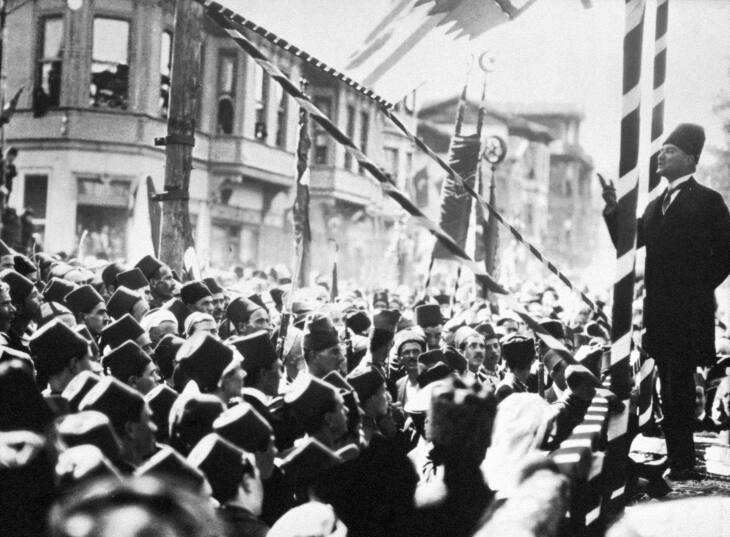
Mustafa Kemal geeft een toespraak in Bursa, 1924

De zes pijlen van het kemalisme.

Het kemalisme (Turks: Kemalizm of Atatürkçülük) is een politieke ideologie, vernoemd naar Mustafa Kemal Atatürk, de eerste president van Turkije. Hij ontplooide na zijn revolutie tegen de geallieerden en de door hen overwonnen Ottomaanse sultan zijn visie in de kersverse republiek Turkije. Dit deed hij in een toespraak die zes dagen duurde.
De grondslagen van het kemalisme zijn de Zes Pijlen (Turks: Altı ok): republicanisme (Turks: cumhuriyetçilik), populisme (Turks: halkçılık), nationalisme (Turks: milliyetçilik), secularisme (Turks: laiklik), etatisme (Turks: devletçilik) en hervorming/revolutie (Turks: inkılâpçılık/devrimcilik).
Het kemalisme zou Turkije omvormen tot een modern land op westerse leest. Gedurende zijn leven en heerschappij zou het kemalisme de harde lijn vormen van het Turkse beleid. Ook het post-Atatürktijdperk zou gedomineerd worden door zijn leer, zij het niet meer zo fanatiek.

## Republicanisme
Turkije werd ingesteld als een republiek, een regeringsvorm die nooit meer mag veranderen (Artikel 1 van de Turkse Grondwet: Turkije is een Republiek). Het sultanaat en andere vormen van monarchisme zijn uitgesloten.

## Laïcisme
Turkije werd ingesteld als lekenstaat en de Sharia (islamitische wetgeving) afgeschaft. Verschillende islamitische gebruiken als polygamie werden afgeschaft en er werd een strikte scheiding van kerk en staat uitgevaardigd. Soms uitte dit zich ook in eerder paternalistische regels, zoals het verbieden van het dragen van het klassieke hoofddeksel, de fez. Deze werd vervangen door een pet of een hoed en het verbod op de hoofddoek in overheidsinstanties. Dit uitte zich ook in de gelijkwaardigheid van man en vrouw. Vrouwen kregen stemrecht in 1924 (in België gebeurde dit in 1948, in Nederland in 1919). Ook de discriminatie tussen moslims en andersgelovigen werd afgeschaft.

## Revolutie
Turkije zou een progressieve staat worden, die continu moderne veranderingen zou uitproberen.

## Etatisme
De etatistische visie van Atatürk bestond er in dat hij primair de staat zag als de motor voor deze veranderingen, geen andere instituten zoals de kerk (moskee), of maatschappelijke bewegingen als het privé initiatief.

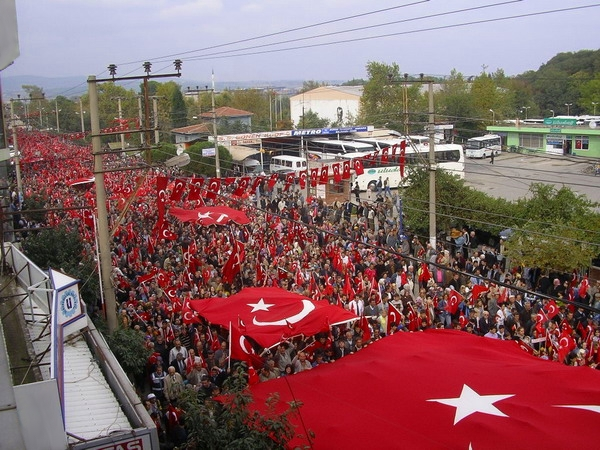
Demonstratie tegen de Koerdische Arbeiderspartij (PKK) die meer rechten voor Koerden eist en naar autonomie streeft, oktober 2007

## Nationalisme
Volgens het kemalisme is de Turkse staat de ondeelbare natiestaat van de Turken. De staat beweert daarmee dat er slechts één volk binnen de grenzen van Turkije woont, het Turkse volk, met een gemeenschappelijke geschiedenis en culturele achtergrond. Het Verdrag van Sèvres werd aldus niet aanvaard, omdat dit het grondgebied van Turkije aantastte door de opsplitsing van Anatolië en het erkennen van de Koerden. Aldus is het kemalistisch nationalisme een staatsnationalisme, dat de Koerden enkel kent als "Bergturken" (vroeger). De Koerden werden behandeld als tweederangsburgers, werden verboden het Koerdisch te spreken en mochten zichzelf niet "Koerdisch" noemen.

## Populisme
De Turkse staat moet het welzijn van zijn mensen nastreven, en zal een beleid voeren voor hun welzijn.